# Marburger Bund
Der Marburger Bund – Verband der angestellten und beamteten Ärztinnen und Ärzte Deutschlands e. V. ist ein Berufsverband und eine Fachgewerkschaft für Ärzte in Deutschland und hat seinen Sitz in Berlin. Er wurde 1947 in Marburg gegründet und hatte  2024 nach eigenen Angaben rund 143.000 Mitglieder (von insgesamt rund 214.900 deutschen Krankenhausärzten). Damit ist der Marburger Bund die größte Ärztevereinigung in Europa. Er agiert sowohl auf tarifpolitischer (Tarifverhandlungen) als auch auf berufs- und standespolitischer (Ärztekammern) Ebene. Die Mitglieder des Marburger Bundes sind über einen der 14 Landesverbände automatisch Mitglied im Marburger Bund Bundesverband. Entscheidend für die Zuständigkeit des Landesverbandes ist der Arbeitsort.

## Ziele
Der Marburger Bund (kurz MB) setzt sich u. a. für die Verbesserung der beruflichen Situation von angestellten und beamteten Ärzten ein. Dies soll insbesondere durch die Abschaffung von befristeten Arbeitsverträgen und die Vergütung aller Überstunden und Bereitschaftsdienste erreicht werden. Als Hauptziele werden geregelte Arbeitszeiten und international konkurrenzfähige Gehälter genannt.

### Geschichte
Bei einem Treffen des Marburger AStA im Frühjahr 1947 wurde ein erstes Gerüst einer Satzung für die örtlichen Arbeitsgemeinschaften der jungen Ärzte innerhalb der Ärztekammern entworfen. Bei einer späteren Zusammenkunft wurde beschlossen, sich nicht mehr „Arbeitsgemeinschaft der Jungärzte“ zu nennen, sondern „Marburger Gemeinschaft – Vereinigung angestellter Ärzte“. Die Marburger Gemeinschaft wurde auf der vierten Interzonentagung aufgelöst, in einen tariffähigen Verband mit Einzelmitgliedschaften umgewandelt und ihr am 5. Mai 1948 der Namen „Marburger Bund – Vereinigung angestellter Ärzte“ (MB) gegeben. Die Bundesgeschäftsstelle wurde in Köln-Mülheim eröffnet. Ärzte, die nicht im Anstellungsverhältnis (z. B. im Krankenhaus), sondern in der Bundesrepublik selbständig als "niedergelassener Arzt" arbeiten und Kassenpatienten behandeln wollen, bedürfen dafür der Zulassung der Kassenärztlichen Vereinigung. Der Ort der Niederlassung – meist in Form der Übernahme einer vakant gewordenen Praxis – wurde dabei vormals von der KV bestimmt. Im Jahr 1960 erwirkte der Marburger Bund vor dem Bundesverfassungsgericht, dass Ärzte den Sitz ihrer Niederlassung frei wählen dürfen. Nach der Wiedervereinigung der beiden deutschen Staaten schlossen sich dem Marburger Bund die fünf neuen Landesverbände der neuen Bundesländer an. Im Jahr 2003 erwirkte der Marburger Bund am Europäischen Gerichtshof, dass die ärztlichen Bereitschaftszeiten als Arbeitszeit zu gelten haben. Von dieser Neuregelung sind die Anrechenbarkeit der Höchstarbeitszeit, die Regelung der Ruhephasen und die dienstliche Vergütung betroffen. Im folgenden Jahr verzeichnete der Marburger Bund ein weiteres positives Ergebnis jahrelangen Einsatzes: der Arzt im Praktikum wurde abgeschafft. In diesem Teil der medizinischen Ausbildung galten Ärzte trotz der Ärztlichen Approbation nicht als vollausgebildete Ärzte und seien als günstige Arbeitskräfte ausgenutzt worden. Der damalige Vorsitzende des Marburger Bundes, Frank Ulrich Montgomery, bezeichnete das AiP in diesem Rahmen als „reine Ausbeutungsphase“ und „anachronistisch“.

### Auftreten in Tarifverhandlungen
Mit der Deutschen Angestellten-Gewerkschaft wurde ein „Freundschaftsabkommen“ getroffen. Danach solle der Marburger Bund selbstständig bleiben, jedoch innerhalb der Tarifkommission der DAG Sitz und Stimme bekommen. Im Jahre 1950 wurde eine Vereinbarung mit der DAG getroffen, in Vollmacht für den MB bei Tarifverhandlungen auf Bundesebene zu agieren. Nach der Fusionierung der DAG (die nie Mitglied im DGB war) mit vier DGB-Gewerkschaften zur Gewerkschaft ver.di ging die Vollmacht auf diese über. In der 108. Hauptversammlung des Marburger Bundes am 10. September 2005 in Berlin wurde die Trennung des Marburger Bundes von der als Rechtsnachfolgerin der DAG agierenden Gewerkschaft ver.di als Tarifpartner beschlossen. Somit ist der Marburger Bund eine eigenständige Tarifvertretung für angestellte und verbeamtete Krankenhausärzte. Darauf kam es zu einer Beitrittswelle: Innerhalb von wenigen Wochen stieg die Mitgliederzahl um 15.000 auf über 96.000 an. Der damalige Vorsitzende Frank Ulrich Montgomery äußerte in einem Focus-Interview am 7. August 2006 die Absicht, alle medizinischen Verbände zusammenzubringen und eine neue Gesundheitsgewerkschaft zu bilden.

#### Ärztestreik und Tarifverhandlungen 2006
Im Jahre 2005 bezog der Marburger Bund eine neue Hauptgeschäftsstelle in Berlin-Mitte. Ein Jahr später verhandelte der Marburger Bund erstmals als eigenständige Tarifvertragspartei und einzige Ärzte"gewerkschaft" über Gehälter mit den Arbeitgebern der Ärzte. Der Marburger Bund (MB) protestierte am 6. September 2005 mit über 5.000 Ärzten in Stuttgart gegen die ihrer Meinung nach schlechten Arbeits- und Einkommensbedingungen der Klinikärzte. Der Marburger Bund lehnte den neuen Tarifvertrag für den öffentlichen Dienst (TVöD) ab und fordert von den Arbeitgebern in Tarifverhandlungen einen arztspezifischen Tarifvertrag. Bei Verhandlungsstillstand seitens der Tarifgemeinschaft deutscher Länder (TdL) hat der MB im März 2006 den ersten bundesweiten Ärztestreik an deutschen Universitätskliniken und psychiatrischen Landeskrankenhäusern ausgerufen. Am 16. Juni 2006 gelang es dem Marburger Bund, sich mit der TdL auf einen eigenständigen Ärztetarifvertrag zu einigen.
Nach Abschluss der Tarifeinigung konzentrierten sich die Aktivitäten auf die kommunalen Krankenhäuser. Nach knapp acht Wochen Streikmaßnahmen einigte man sich am 17. August 2006 auf einen neuen Tarifvertrag für die Ärzte an städtischen und Kreiskrankenhäusern.
Von großen Teilen der Ärzteschaft sehr begrüßt, stießen der Ärztetarifverträge des Marburger Bundes bei DGB-Gewerkschaften und den Krankenhausträgern auf Kritik.
Aktuell ist der TV-Ärzte/VKA vom 17. August 2006 in der Fassung des Änderungstarifvertrags Nr. 9 vom 23. Mai 2023 gültig. Teile dieses Tarifvertrages wurden zum 30. Juni 2024 gekündigt, seit Sommer 2024 laufen die Tarifverhandlungen zu diesen Punkten.

#### Tarifverhandlungen 2009
Am 27. März 2009 einigten sich Marburger Bund und die Tarifgemeinschaft deutscher Länder auf einen neuen Tarifvertrag für die Ärzte der Universitätskliniken und weitere im Landesdienst beschäftigte Mediziner. Die Gehälter der Universitätsärzte wurden ab dem 1. Mai 2009 um 3,8 Prozent und zum 1. August 2010 um weitere 1,2 Prozent erhöht. Neben den klinisch tätigen Universitätsärzten wurden fortan auch Ärzte, die vorübergehend in Forschung oder Lehre tätig waren, sowie die Ärzte der Justizvollzugskrankenhäuser vom arztspezifischen Tarifvertrag erfasst. Der Marburger Bund verhandelt darüber hinaus mit der MDS/MDK-Gemeinschaft und mit der Deutschen Rentenversicherung über je einen eigenen Tarifvertrag.

### Abschaffung des "Hammerexamens"
Im Jahr 2012 erfolgte eine Änderung der Approbationsordnung, für die sich der Marburger Bund lange eingesetzt hatte die Abschaffung des sogenannten "Hammerexamens", einer Prüfung im Anschluss an das Praktische Jahr, die bereits seit einigen Jahren in der Kritik gestanden hatte. Gemeinsam mit anderen Interessenvertretungen erreichte der Marburger Bund, dass diese Prüfung nun vor dem Praktischen Jahr abgelegt werden konnte. Zudem können die Studierenden ihre Ausbildungskrankenhäuser seitdem frei wählen.

### Ehrungen
Der Ehrenreflexhammer ist die höchste Auszeichnung des Marburger Bundes, die jährlich an verdiente Persönlichkeiten für ihre besonderen Leistungen um die angestellte und beamtete Ärzteschaft verliehen wird.

## Vorstand
Erste Vorsitzende des Marburger Bundes ist seit dem 9. November 2019 die Internistin Susanne Johna aus Hessen. Sie wurde als erste Frau zur Bundesvorsitzenden des MB gewählt. Ihr Vorgänger, der Internist Rudolf Henke, wurde nach 18-jähriger als Zweiter und 12-jähriger Amtszeit als Erster Vorsitzender zum Ehrenvorsitzenden des Marburger Bundes ernannt und mit dem Ehrenreflexhammer ausgezeichnet.

### Mitglieder des Bundesvorstandes
- Andreas Botzlar (zweiter Vorsitzender), Chirurg, München/Landesverband Bayern
- Peter Bobbert (Beisitzer), Internist, Berlin/Landesverband Berlin-Brandenburg
- Sven Dreyer (Beisitzer), Anästhesiologe, Düsseldorf/Landesverband Nordrhein-Westfalen/Rheinland-Pfalz (seit 2020 erster stellvertretender Vorsitzender)
- Hans-Albert Gehle (Beisitzer), Anästhesiologe und Internist, Bochum/Landesverband Nordrhein-Westfalen/Rheinland-Pfalz (seit 2015 erster Vorsitzender)
- Claudia Hellweg (Beisitzerin), Landesverband Mecklenburg-Vorpommern
- Henrik Herrmann (Beisitzer), Internist, Linden/Landesverband Schleswig-Holstein
- Sylvia Ottmüller (Beisitzerin), Fachärztin für Geburtshilfe und Frauenheilkunde Stuttgart/Landesverband Baden-Württemberg
- Melanie Rubenbauer-Beyerlein (Beisitzerin), Radiologin, Bayreuth/Landesverband Bayern

### Ehemalige Vorsitzende
- 1948–1952: Herbert Britz, danach Ehrenmitglied
- 1952–1961: Rolf Detlev Berensmann (Arzt und Hochschullehrer, Stuttgarter Bezirksärztekammer Nordwürttemberg)
- 1961–1966: Dietrich Techen
- 1966–1975: Paul Erwin Odenbach
- 1975–1979: Karsten Vilmar
- 1979–1989: Jörg-Dietrich Hoppe
- 1989–2007: Frank Ulrich Montgomery
- 2007–2019: Rudolf Henke

## Ehrenmitglieder
- Dieter Mitrenga[10]

## Ehrenvorsitzende
- Karsten Villmar
- Jörg-Dietrich Hoppe
- Frank Ulrich Montgomery
- Rudolf Henke

## Trivia
In Anlehnung an den Marburger Bund gründete sich im Mai 2020 die „Pflegegewerkschaft“ Bochumer Bund.